# 廣蒙求
《廣蒙求》，古代中国兒童教學讀本，明代姚光祚著。
《廣蒙求》以王逢原之《十七史蒙求》為基礎，從而廣之，分37類。《廣蒙求》有對偶而無韻，注釋簡略，故流傳不廣。